# تپه بیری قلعه
تپه بیری قلعه در شهرستان بانه، بخش مرکزی، دهستان شوی، روستای بنه خوی واقع شده و این اثر در تاریخ ۱۵ دی ۱۳۸۷ با شمارهٔ ثبت ۲۴۱۶۲ به‌عنوان یکی از آثار ملی ایران به ثبت رسیده است.